# Kostel svaté Anny (Verneřice)
Kostel svaté Anny ve Verneřicích je římskokatolický farní kostel, který se nachází v centru města Verneřice v okrese Děčín v Ústeckém kraji. Tato barokní, posléze rokokově upravená sakrální stavba je chráněná jako kulturní památka.

## Historie
Původní kostel pochází ze 14. století, kdy byly Verneřice již připomínány jako farní ves. Roku 1384 je ve Verneřicích jmenovitě uváděn kostel svaté Anny. Z původní stavby se dochovaly snad obvodové zdi presbytáře a spodní část věže. Dochovaný svorník klenby v presbytáři datuje její vložení do roku 1484. Po povýšení Verneřic na město byl kostel zásadně rozšířen v goticko-renesančním slohu (zřejmě 1565), další úpravy následovaly po požárech v letech 1709 a 1774, kdy byl barokně a rokokově upraven. Po roce 1945 pustl, jako jediný v širokém okolí byl v roce 1973 opraven, byly sem přemístěny části zařízení z demolovaných kostelů v Merbolticích, Valkeřicích a z poutního kostela Nejsvětější Trojice, který stál západně nad obcí na Božím vrchu (Gottesberg). V dalším období kostel opět začal chátrat. Proto bylo ve druhé dekádě 21. století započato s jeho rozsáhlou opravou.
Duchovní správci kostela jsou uvedeni na stránce: Římskokatolická farnost Verneřice.

## Architektura

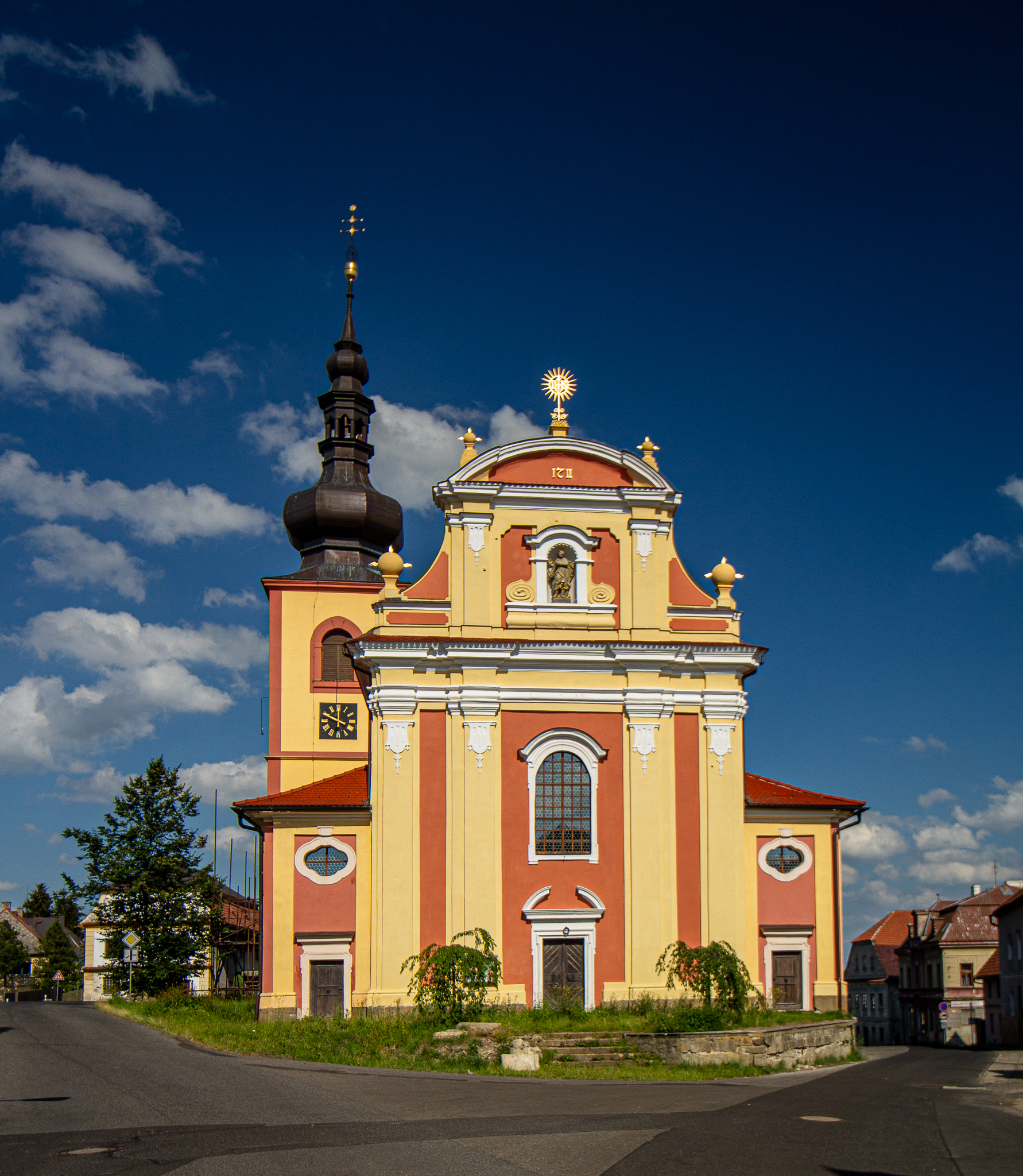
Průčelí kostela směřující do náměstí

Jedná se o obdélnou stavbu. Má trojboce uzavřený pozdně gotický presbytář, obdélnou sakristii po jižní straně a hranolovou věž po severní straně. Západní průčelí má tři osy. Průčelí je se středním rizalitem, na kterém jsou dvě dvojice pilastrů a obdélný portál s rozeklaným štítem. Čela bočních lidí jsou s lizénovými rámci, obdélnými portály a čtyřlistými okny. Štít je křídlový s pilastry a s nikou se sochou sv. Josefa ve volutovém rámci. V segmentovém nástavci je letopočet 1711. Boční fasády jsou s lizénovými rámci a mají okna segmentově zaklenutá. Boční lodi jsou v přízemí čtyřlistá a v patře jsou převýšená polokruhová. V ose mají boční lodi obdélné portály. Presbytář má odstupněné opěrné pilíře a hrotitá okna. Ve východní stěně po severní straně závěru je obdélné okénko s letopočtem 1656 a s pozdně gotickým nástavcem s křížkem. Hranolová věž je dvakrát odstupněná. V přízemí je pravoúhlý portálek. V patře se nacházejí malá obdélná okna, z nichž jedno je se zkosenými hranami. Ve druhém patře jsou velká polokruhově zakončená okna. Na věži je osmiboká cibulovitá báň.
Presbytář kostela je sklenut jedním polem hvězdové klenby a jedním polem třídílné paprsčité klenby s přetínanými žebry a konzolami. Po jižní straně je pravoúhlý portálek vedoucí do sakristie. Nad ním se nachází znak s rokokovým dekorem. Po severní straně v podvěží je úzká obdélná kaple, která je sklenutá valeně a otevřená do presbytáře velkým převýšeným polokruhovým obloukem. Nad kaplí se nachází oratoř. Ta je sklenutá síťovou klenbou s žebry sbíhajícími přímo do zdí a otevřená do presbytáře velkým segmentovým obloukem. Na poprsnici oratoře se nachází rakouský znak. Triumfální oblouk je vysoký, hrotitý a na čelní stěně lodi kolem něho je štukový dekor. Trojlodí je kryto novými dřevěnými stropy. Boční lodi a tribuny nad nimi jsou otevřeny segmentovými oblouky na pilířích. Na pilířích jsou pilastry nesoucí vysoké kladí. Nad ním je štukový rokokový dekor, zřejmě pseudorokokové ornamentální malby a polokruhová okna. Kruchta má konvexně prohnutou střední část. Podkruchtí a boční lodi mají valenou klenbu s lunetami. Okna mají čtyři listy. Sakristie je obdélná a má plochý strop.

## Zařízení
Údaje z roku 1978 udávají, že hlavní oltář je pseudobarokní. Je na něm obraz sv. Anny z 19. století a sochy sv. Jiří a sv. Ondřeje. V kostele jsou pseudorokokové boční oltáře zasvěcené Panně Marii a sv. Janu Nepomuckému. Kazatelna, rokokové lavice a varhany pocházejí ze druhé poloviny 18. století. V kostele jsou barokní sochy sv. Petra a sv. Pavla, sv. Barbory a sv. Apoleny.

## Okolí kostela
Původní fara vyhořela v roce 1774 a následně byla obnovena. Jedná se o obdélnou patrovou stavbu. Místnosti v přízemí fary jsou sklenuty valenou klenbou s lunetami. V patře fary jsou stropy se štukovými rámci. Schodiště má plochou valenou a křížovou klenbu. Na náměstí se nachází kašna s barokní sochou sv. Floriána. Po obou stranách kašny je sloupořadí s dórskými sloupy z první poloviny 19. století. Před obcí je mariánský pomníček z 19. století. Jedná se o kamenný, hranolový pomníček s vpadlým plochým polem, štítkem a akroteriemi. Kříž z 19. století je litý a stojí na kamenném podstavci.